# Alexandru Vakulovski
Alexandru Vakulovski (născut la 9 aprilie 1978 în Antonești/Suvorov în URSS, astăzi Ștefan Vodă în Republica Moldova) este un blogger, eseist, critic literar, poet, publicist, prozator și traducător român din Republica Moldova. Este considerat unul dintre cei mai promițători și mai  „controversați" scriitori ai „generației tinere" . S-a remarcat prin scriitura dură, cu limbaj licențios și prin faptul că interdicția de ședere în România pe care a primit-o în 2009 a stârnit solidaritatea unui număr impresionant de personalități culturale care i-au susținut cauza, determinând autoritățile să urgenteze procedurile de acordare a cetățeniei române. Controverse a stârnit și informația că Mircea Cărtărescu s-ar fi opus ca scriitorului Alexandru Vakulovski să-i fie acordată o bursă de studii în Germania.
Este redactorul uneia dintre primele publicații culturale on-line de limbă română, revista Tiuk! (k-avem kef), pe care-a fondat-o împreună cu fratele său Mihail Vakulovski (scriitor, blogger, eseist și traducător), graficianul Dan Perjovschi și Viorel Ciama. A pus bazele cenaKLU-lui KLU și este un important traducător din limba rusă. A activat în presa scrisă și televiziune, iar în 2010 a fost scenaristul emisiunilor Cool Publika la postul de televiziune Publica din Republica Moldova și "Salutare națiune, cu Andrei Gheorghe", la postul de televiziune Prime din Republica Moldova.

## Biografie
Alexandru Vakulovski, născut în 1978 în Republica Moldova, este fiul lui Alexei Vakulovski, un profesor de limbă și literatură română care "a refuzat să devină scriitor sovietic" (fiind evocat și de Paul Goma în Jurnalul său din 2009). În cinstea sa, o stradă din localitatea Antonești, raionul Ștefan Vodă, Republica Moldova, îi poartă astăzi numele, iar Institutul Național pentru Studiul Totalitarismului a hotărât să-i publice postum volumul "În gura foametei". Alexandru Vakulovski și-a început studiile la Universitatea de Stat din Moldova (Chișinău) și a absolvit Universitatea Babeș-Bolyai din Cluj, Facultatea de Litere. A publicat eseuri, proză, poezie, teatru și critică literară în majoritatea revistelor culturale din România, este prezent în numeroase antologii din România, Republica Moldova și străinătate și este autorul a opt + 1 volume de literatură.

## Redobândirea cetățeniei
Cu toate că autoritățile române au susținut că nu a fost vorba de "expulzare" (care implică o hotărâre judecătorească), Alexandru Vakulovski a fost obligat să părăsească România în martie 2009, primind interdicția de a intra în țară pe o perioadă de 2 ani și jumătate, pentru că întârziase să-și înnoiască viza de ședere.. Deși scriitorul fusese pus în această situație chiar de autoritățile române, pentru că actele sale de redobândire a cetățeniei fuseseră redactate greșit. Alexandru Vakulovski aștepta de aproape 5 ani soluționarea dosarului, depus la aceeași dată cu fratele său, scriitorul Mihail Vakulovski, care primise cetățenia, în timp ce el a fost nevoit să reia procedurile pentru că un funcționar îi scrisese greșit numele. Știrea privind alungarea scriitorului din România a fost pe larg mediatizată, mobilizând sute de oameni de cultură, care au redactat și înaintat o petiție către Președinție și Ministerul Justiției. Administrația Prezidențială s-a exprimat pentru un aviz favorabil, evocând "numărul impresionant de oameni de cultură din România care, în semn de prețuire și atașament, solicită urgentarea soluționării cererii de redobândire a cetățeniei române". Tot în acea perioadă, pe fondul protestelor anticomuniste din Chișinău din luna aprilie, Traian Băsescu a solicitat în Parlamentul României schimbarea legislației în vederea accelerării procedurilor de redobândire a cetățeniei române pentru basarabeni iar Guvernul a adoptat O.U.G. nr. 36/2009 pentru modificarea și completarea Legii Cetățeniei Române. Situația scriitorului Alexandru Vakulovski nu s-a clarificat nici așa: deși în 18 mai era anunțat de Ministerul Justiției că cererea sa va primi aviz favorabil, documentul a fost semnat de Ministrul Justiției abia în ianuarie 2010, în condițiile în care noua lege prevedea că dosarele de redobândire a cetățeniei trebuie soluționate în cel mult cinci luni. Iar când în luna februarie scriitorul a primit invitația oficială să vină în București pentru depunerea jurământului, autoritățile consulare din Chișinău i-au refuzat viza de intrare în țară. După alte reacții în presă și acțiuni de protest, scriitorul a fost invitat să depună jurământul la Ambasada României din Republica Moldova: la 25 februarie 2010, după exact 11 luni de la expulzare și 6 ani de formalități birocratice, Alexandru Vakulovski a devenit oficial cetățean român.

## Volume publicate (poezie, proză, teatru)
- Pizdeț (roman), 2002, debut [6], roman (pe site-ul Poezie.ro [7]
- Oedip regele mamei lui Freud, Editura Aula, Brașov, 2002;
- Ruperea, Ridicat De La Insuși, Bucuresti, 2002;
- Letopizdeț. Cactuși albi pentru iubita mea, IDEA Design&Print, Cluj, 2004 [8]
- ecstasy (poezie), Editura Pontica, Bucuresti, 2005;
- TU, împreună cu Mihail Vakulovski, Biblioteca de poezie, București, 2002;
- Bong (roman, Editura Polirom, Iasi, 2007).
- 157 de trepte spre iad sau Salvați-mă la Roșia Montană, (roman), Editura Cartier, 2010;
- Dați foc la cărți [9], Editura Tractus Arte, 2012;
- Afganii, Tracus Arte, Bucuresti, 2016;
- A Cui E Casa Asta, lirica, Charmides, 2020.,

## Opinii critice, recenzii
- Marius Chivu critică romanul Letopizdeț în România literară [3].
- Dumitru Crudu: "Prin grila furiei poate fi justificat limbajul lui Alexandru Vakulovski. Duritatea lui este o expresie a furiei față de structurile sofisticate și osificate ale societății".
- Ovidiu Pecican: "Alexandru Vakulovski crestează adânc și presară sare peste tot, cu grija să nu scape ceva netratat. S-ar părea că poetul-prozator a învățat oroarea pe de rost, în ipostazele ei complementare".
- Gheorghe Perian, Literatura în schimbare, Editura Limes, Cluj-Napoca, 2010, p. 171-178.